# Исии, Коки
Коки Исии (6 ноября 1940 года — 25 октября 2002 года) — японский политик Демократической партии Японии, борец с коррупцией. Был убит при подозрительных обстоятельствах.

## Ранние годы
Исии окончил юридический факультет Университета Тюо и аспирантуру Университета Васэда. Во время учёбы он принимал участие в левом студенческом движении. В течение шести лет Исии жил в СССР, будучи международным студентом Московского государственного университета им. М. В. Ломоносова. Он попал туда в соответствии с рекомендацией тогдашнего представителя Комитета дружбы молодёжи Японии и СССР Ясуси Акутагавы. В Москве его профилирующей дисциплиной была теория государства и права, научным руководителем — профессор А. И. Денисов, он получил докторскую степень.

## Политическая карьера
Вернувшись из Москвы, Исии начал политическую деятельность в партии Социалистическая демократическая федерация, созданной им с Наото Каном и другими. В 1992 году он перешёл из СДФ в Новую партию Японии и в 1993 году был избран в Палату представителей Японии. Исии был заместителем министра по вопросам управления и координации при премьер-министре Цутому Хате.
Несмотря на то, что он был избран от Новой партии Японии, Исии поссорился с Морихиро Хосокавой и не вступил в Партию новых рубежей, куда вошла Новая партия. Будучи членом Либеральной лиги и Новой партии Сакигаке, Исии участвовал в создании Демократической партии Японии в 1996 году.
Карьера Исии в Парламенте ознаменовалась расследованиями в отношении растрат государственных средств. Он использовал свои полномочия парламентария и возглавлял целевую группу внутри партии по борьбе с коррупцией, известную как «Группа Джи-мэн». В ноябре 1997 года Исии раскрыл правонарушения в Центральном бюро по закупкам Министерства обороны, что привело к уголовному расследованию в Токийской местной прокуратуре. Расследование показало, что растраты государственных средств составляют более двух триллионов иен в год.
Предложения Исии были следующими. Во-первых, уменьшить мощь лоббирующих компаний, изъять средства, потраченные правительством, и вернуть их народу. Его расследование показало, что в Японии существует более 3000 таких компаний. Во-вторых, укрепить полномочия Счётной палаты Японии. В-третьих, меньше сотрудничать с компаниями кэйрэцу (крупных государственно-частных партнёрств, которые образуют горизонтальные конгломераты) и перераспределить контракты среди частных малых и средних предприятий.
В 1999 году Исии сформировал двухпартийную группу в Парламенте, чтобы отследить членов Аум Синрикё. Он играл активную роль в разоблачении деятельности Аум Синрикё в России, где она продолжала действовать.
В 2000 году Исии выступил против показа фильма «Королевская битва» из-за его сюжета, в котором учащиеся убивают друг друга, пока не останется только один. Он также просил повлиять на ситуацию министра образования Тадамори Осиму. Однако этот скандал привлёк к фильму общественный интерес, так что он собрал 3,11 миллиарда иен на внутреннем рынке (около 25 миллионов долларов США).
В 2002 году Исии активизировал свои расследования расходов японского бюджета и предположил, чтоб реальные государственные расходы японского правительства составляли около 200 трлн иен, большая часть которых скрывалась от общественности. Масадзюро Сиокава, тогдашний министр финансов, отказался от комментариев, утверждая, что Исии просто высказывал своё мнение. Отвергнутый парламентом, Исии написал книгу о своих расследованиях под названием «Секретная чековая книжка Японии: Правда о финансовых интересах, которая уничтожит нацию» (2002). Она была опубликована небольшим тиражом альтернативной прессой.

## Убийство и расследование
25 октября 2002 года в 10:30 утра Исии был убит около своего дома ударом ножа в грудь. Исии был третьим японским политиком, убитым после окончания Второй мировой войны. Убийцей был радикальный националист Ито Хакусуи, член банды Ямагути-гуми. У Исии остались жена Наталья (русская) и дочь Татьяна.
Ито бежал с места убийства. Несмотря на то, что его одежда была испачкана кровью, ему удалось добраться незамеченным средь бела дня до гор, но он сдался на следующий день. Ито сказал, что убил Исии, потому что тот отказался заплатить ему. Полиция утверждала, что Ито имел «личные» мотивы, и отказалась от более масштабного расследования. 15 ноября 2005 года Верховный суд Японии приговорил Ито к пожизненному заключению, не имея возможности определить мотив. После смерти Исии 27 апреля 2003 года в Токийском шестом округе были проведены довыборы, в Палату представителей была избрана Ёко Комияма из ДПЯ. Семья Исии отказалась поддержать её.
Нориюки Иманиси, журналист-расследователь, утверждает, что Исии рассказал ему прямо перед смертью, что он «обнаружил что-то страшное». Его жена и сотрудники сообщили, что Исии делал им подобные заявления. Исии собирался обратиться к Парламенту перед убийством, и в тот же день он отправился в Парламент для передачи на хранение конфиденциальных документов. В суматохе после убийства его портфель был опустошён неизвестным. Иманиси и другие близкие к Исии считали это убийство политическим. В 2008 году Ито отказался от своих показаний о наличии «личных» мотивов убийства и стал утверждать, что убийство было заказным. В октябре 2010 года канал TV Asahi впервые показал уникальную информацию об убийстве. Эксперт утверждал, якобы доказательства указывали на то, что Ито пытался забрать портфель Исии. Журналисты взяли интервью у Ито и получили следующие ответы:

— Почему вы убили Исии? Вы пытались заполучить его документы?

— История о документах неправдивая. Его портфель был пуст.

— Вы заглянули в портфель?

— Нет, я этого не делал.

— Тогда откуда вы знаете, что он был пуст?

— Я ничего не знаю о документах.

По словам депутата Нобуто Хосаки, было множество подозрительных обстоятельств, связанных с убийством. Хосака написал в своём блоге, что полицейский отряд, прибывший на место убийства, не делал даже элементарных вещей, в частности не снимал отпечатки пальцев. К тому же в какой-то момент после убийства в неизвестном направлении исчез дневник Исии. Для Хосаки самым тревожным стало то, что журналисты вызвали его и спрашивали об Ито сразу после убийства, за целый день до того, как были названы какие-либо имена подозреваемых. Документальный фильм TV Asahi не сообщил об этом инциденте.
В 2004 году семья Исии объявила вознаграждение в размере 1 млн иен (примерно 10000 долларов США) за любую информацию об убийстве.

## Труды
- Ishii, Kōki. United We Stand, Divided We Fall (неопр.). — Tokyo: Sohjusha KK, 1988. — ISBN 4-7943-0046-8.
- Ishii, Kōki. Kanryō Tengoku Nihon Hasan (Bureaucrats paradise Japan goes into bunkruptcy) (индон.). — Tokyo: Michi-Shuppan, 1996. — ISBN 4-7901-0130-4.
- Ishii, Kōki. Nihon wo kuitsukusu Kiseichū (The Parasites consuming Japan) (англ.). — Tokyo: Michi-Shuppan, 2001. — ISBN 4-944154-40-2.